# 184P/Lovas
184P/Lovas 2, komet Jupiterove obitelji